# Diskografie Tiësta
Toto je seznam vydané diskografie nizozemského diskžokeje Tiësta.

## Alba

### Studiová alba
| In My Memory                                                                            | - Vydáno: 15. dubna 2001 - Vydavatelství: Magik Muzik, Black Hole, Nettwerk                                         | 25 | —   | —  | —  | —  | —  | —  | —  | —  | —  | - NVPI: Gold                               |
| Just Be                                                                                 | - Vydáno: 6. dubna 2004 - Vydavatelství: Magik Muzik, Black Hole, Nettwerk                                          | 1  | 201 | 2  | —  | 51 | —  | —  | —  | 54 | —  | - NVPI: Gold - BPI: Silver                 |
| Elements of Life                                                                        | - Vydáno: 16. dubna 2007 - Vydavatelství: Magik Muzik, Black Hole, Ultra                                            | 1  | 161 | 3  | 24 | 62 | 5  | 26 | 77 | 14 | 71 | - NVPI: Gold - BPI: Silver - MC: Gold      |
| Kaleidoscope                                                                            | - Vydáno: 6. října 2009 - Vydavatelství: Musical Freedom, PIAS, Ultra                                               | 2  | 31  | 9  | 6  | 61 | 5  | 29 | 73 | 20 | 59 | - MC: Gold                                 |
| Kiss from the Past (jako Allure)                                                        | - Vydáno: 13. června 2011 - Vydavatelství: Magik Muzik, Black Hole                                                  | —  | —   | —  | —  | —  | —  | —  | —  | —  | —  |                                            |
| A Town Called Paradise                                                                  | - Vydáno: 16. června 2014 - Vydavatelství: Musical Freedom, PM:AM Recordings, Casablanca, Republic, Universal Music | 11 | 18  | 15 | 6  | 45 | 22 | 14 | 12 | 22 | 18 |                                            |
| The London Sessions                                                                     | - Vydáno: 15. května 2020 - Vydavatelství: Musical Freedom, PM:AM Recordings, Universal Music                       | 54 | —   | —  | —  | —  | 75 | —  | —  | 64 | —  | - BPI: Silver                              |
| Drive                                                                                   | - Vydáno: 21. dubna 2023 - Vydavatelství: Musical Freedom, Atlantic                                                 | 36 | 26  | 40 | 12 | 38 | 19 | 6  | 19 | 34 | 87 | - BPI: Gold - MC: 2× Platinum - RIAA: Gold |
| "—" značí, že se nahrávka neumístila v hitparádách nebo v tomto území ani nebyla vydána | |    |     |    |    |    |    |    |    |    |    |                                            |

### Kompilační alba
| Parade of the Athletes                                                                  | - Vydáno: 7. září 2004 - Vydavatelství: Black Hole Recordings    | 4  | —   | —  | 18 | —  | —  | 85 | — | —  | —  | - NVPI: Gold - BPI: Silver |
| Perfect Remixes Vol. 3                                                                  | - Vydáno: 22. února 2005 - Vydavatelství: Warlock Records        | —  | —   | —  | —  | —  | —  | —  | — | —  | —  |                            |
| Best of System F & Gouryella (Part 1)                                                   | - Vydáno: 4. července 2005 - Vydavatelství: Flashover Recordings | —  | —   | —  | —  | —  | —  | —  | — | —  | —  |                            |
| Best of System F & Gouryella (Part 2)                                                   | - Vydáno: 1. května 2006 - Vydavatelství: Flashover Recordings   | —  | —   | —  | —  | —  | —  | —  | — | —  | —  |                            |
| Kamaya Painters: The Collected Works                                                    | - Vydáno: 21. dubna 2008 - Vydavatelství: Black Hole Recordings  | —  | —   | —  | —  | —  | —  | —  | — | —  | —  |                            |
| Magikal Journey                                                                         | - Vydáno: 17. května 2010 - Vydavatelství: Magik Muzik           | 11 | 168 | 39 | 2  | 11 | 31 | 58 | 7 | 15 | 27 | - BPI: Silver              |
| "—" značí, že se nahrávka neumístila v hitparádách nebo v tomto území ani nebyla vydána |                                                                  |    |     |    |    |    |    |    |   |    |    |                            |

### Remixová alba
| Just Be: Remixed                                                                        | - Vydáno: 26. září 2005 - Vydavatelství: Songbird, Magik Muzik | —  | —   | —  | —  | —  | —  |
| Gold Remixes                                                                            | - Vydáno: 1. prosince 2007 - Vydavatelství: Magik Muzik        | —  | —   | —  | —  | —  | —  |
| Elements of Life: Remixed                                                               | - Vydáno: 28. dubna 2008 - Vydavatelství: Magik Muzik          | 61 | 171 | —  | —  | 37 | 61 |
| Kaleidoscope: Remixed                                                                   | - Vydáno: 31. srpna 2010 - Vydavatelství: Ultra Records        | 37 | 110 | 11 | 37 | —  | —  |
| Kiss from the Past: The Remix Album (jako Allure)                                       | - Vydáno: 25. února 2013 - Vydavatelství: Magik Muzik          | —  | —   | —  | —  | —  | —  |
| "—" značí, že se nahrávka neumístila v hitparádách nebo v tomto území ani nebyla vydána |                                                                |    |     |    |    |    |    |

## Extended play
| Název          | Detaily                                                    |
| -------------- | ---------------------------------------------------------- |
| I Like It Loud | - Vydáno: 30. března 2018 - Vydavatelství: Musical Freedom |
| Together       | - Vydáno: 5. dubna 2019 - Vydavatelství: Musical Freedom   |
| Together Again | - Vydáno: 15. října 2021 - Vydavatelství: Musical Freedom  |
| Cool n Calm EP | - Vydáno: 4. dubna 2025 - Vydavatelství: Musical Freedom   |

## Video alba
| Název                                                                                   | Detaily | Umístění v hitparádách | Umístění v hitparádách | Umístění v hitparádách | Certifikace                                           |
| Název                                                                                   | Detaily | NLD                    | AUS                    | GER                    | Certifikace                                           |
| --------------------------------------------------------------------------------------- | --- | ---------------------- | ---------------------- | ---------------------- | ----------------------------------------------------- |
| Live at Innercity: Amsterdam RAI                                                        | - Vydáno: 1999 - Lokace: Innercity, Amsterdam, Nizozemsko                                                       | 71                     | —                      | —                      |                                                       |
| Another Day at the Office                                                               | - Vydáno: 2003 - Režisér: Stan Gordijn - Lokace: Breda, Nizozemsko                                              | —                      | —                      | —                      |                                                       |
| Tiësto in Concert                                                                       | - Vydáno: 27. ledna 2004 - Režisér: Peter van Eijndt - Lokace: Gelredome - Arnhem, Nizozemsko                   | —                      | —                      | —                      | - NVPI: Gold                                          |
| Tiësto in Concert 2                                                                     | - Vydáno: 15. února 2005 - Režiséři: Guus Albregts, Jeroen Jansen - Lokace: Gelredome - Arnhem, The Netherlands | —                      | —                      | —                      | - NVPI: Gold - MC: Gold                               |
| Copenhagen: Elements of Life World Tour                                                 | - Vydáno: 29. února 2008 - Režisér: Guus Albregts - Lokace: Parken Stadium - Copenhagen, Denmark                | —                      | 8                      | 40                     | - ARIA: Gold - BVMI: Gold - IFPI DEN: Gold - MC: Gold |
| "—" značí, že se nahrávka neumístila v hitparádách nebo v tomto území ani nebyla vydána | |                        |                        |                        |                                                       |

## DJ mixy
| Rok  | Název                                        |
| ---- | -------------------------------------------- |
| 1995 | Forbidden Paradise 3: The Quest for Atlantis |
| 1995 | Forbidden Paradise 4: High as a Kite         |
| 1996 | Forbidden Paradise 5: Arctic Expedition      |
| 1996 | Lost Treasures: Isle of Ra                   |
| 1996 | Lost Treasures: Concerto for Sonic Circles   |
| 1996 | Forbidden Paradise 6: Valley of Fire         |
| 1997 | Magik One: First Flight                      |
| 1997 | Lost Treasures: Creatures of the Deep        |
| 1998 | Forbidden Paradise 7: Deep Forest            |
| 1998 | Global Clubbing: The Netherlands             |
| 1998 | Space Age 1.0                                |
| 1998 | Magik Two: Story of the Fall                 |
| 1998 | Magik Three: Far from Earth                  |
| 1999 | Space Age 2.0                                |
| 1999 | Live at Innercity: Amsterdam RAI             |
| 1999 | Magik Four: A New Adventure                  |
| 1999 | In Search of Sunrise                         |

| Rok  | Název                                                                    |
| ---- | ------------------------------------------------------------------------ |
| 2000 | Magik Five: Heaven Beyond                                                |
| 2000 | Magik Six: Live in Amsterdam                                             |
| 2000 | Summerbreeze                                                             |
| 2000 | In Search of Sunrise 2                                                   |
| 2001 | Revolution                                                               |
| 2001 | Magik Seven: Live in Los Angeles                                         |
| 2002 | In Search of Sunrise 3: Panama                                           |
| 2003 | Nyana (zlatá certifikace — NVPI (2004) )                                 |
| 2005 | In Search of Sunrise 4: Latin America (zlatá certifikace — NVPI (2005) ) |
| 2006 | In Search of Sunrise 5: Los Angeles (zlatá certifikace — CRIA (2007))    |
| 2007 | In Search of Sunrise 6: Ibiza (zlatá certifikace — CRIA (2008), IRMA )   |
| 2008 | In Search of Sunrise 7: Asia (zlatá certifikace — CRIA (2009) )          |

| Rok  | Název                                |
| ---- | ------------------------------------ |
| 2011 | Club Life: Volume One Las Vegas      |
| 2012 | Club Life: Volume Two Miami          |
| 2012 | Dance (RED) Save Lives               |
| 2013 | Club Life: Volume Three Stockholm    |
| 2015 | Club Life: Volume Four New York City |
| 2016 | AFTR:HRS (Mixed By Tiësto)           |
| 2017 | Club Life: Vol. Five - China         |

## Singly

### Jako hlavní umělec
| Název                                                                                    | Rok  | Umístění v hitparádách | Umístění v hitparádách | Umístění v hitparádách | Umístění v hitparádách | Umístění v hitparádách | Umístění v hitparádách | Umístění v hitparádách | Umístění v hitparádách | Umístění v hitparádách | Umístění v hitparádách | Certifikace | Album                                  |
| Název                                                                                    | Rok  | NLD                    | AUT                    | BEL                    | CAN                    | GER                    | IRE                    | SWE                    | UK                     | US                     | US Dance               | Certifikace | Album                                  |
| ---------------------------------------------------------------------------------------- | ---- | ---------------------- | ---------------------- | ---------------------- | ---------------------- | ---------------------- | ---------------------- | ---------------------- | ---------------------- | ---------------------- | ---------------------- | --- | -------------------------------------- |
| "Spiritual Wipe Out" (jako Da Joker)                                                     | 1994 | —                      | —                      | —                      | —                      | —                      | —                      | —                      | —                      | —                      | —                      | | Singly bez alb                         |
| "Arabsession" (jako DJ Limited)                                                          | 1994 | —                      | —                      | —                      | —                      | —                      | —                      | —                      | —                      | —                      | —                      | | Singly bez alb                         |
| "In the Ghetto" (jako Da Joker)                                                          | 1995 | —                      | —                      | —                      | —                      | —                      | —                      | —                      | —                      | —                      | —                      | | Singly bez alb                         |
| "The Tube"                                                                               | 1996 | —                      | —                      | —                      | —                      | —                      | —                      | —                      | —                      | —                      | —                      | | Lost Treasures: Creatures of the Deep  |
| "Second Game" (jako Tom Ace)                                                             | 1996 | —                      | —                      | —                      | —                      | —                      | —                      | —                      | —                      | —                      | —                      | | Bonzai Jumps - Retrospective 1996/1998 |
| "Gimme Some Sugar" / "Bleckentrommel" (s Montana & Storm)                                | 1997 | —                      | —                      | —                      | —                      | —                      | —                      | —                      | —                      | —                      | —                      | | Space Age 1.0                          |
| "Blackspin" (jako Passenger)                                                             | 1997 | —                      | —                      | —                      | —                      | —                      | —                      | —                      | —                      | —                      | —                      | | Singl bez alb                          |
| "Endless Wave" / "Northern Spirit" / "Outstream" (s Benno De Goeij jako Kamaya Painters) | 1998 | —                      | —                      | —                      | —                      | —                      | —                      | —                      | —                      | —                      | —                      | | Global Clubbing: The Netherlands       |
| "When She Left" (jako Allure)                                                            | 1998 | —                      | —                      | —                      | —                      | —                      | —                      | —                      | —                      | —                      | —                      | | Magik One: First Flight                |
| "Subspace Interference" (s Benno De Goeij jako Control Freaks)                           | 1998 | —                      | —                      | —                      | —                      | —                      | —                      | —                      | —                      | —                      | —                      | | Magik Two: Story of the Fall           |
| "Gouryella" (s Ferry Corsten jako Gouryella)                                             | 1999 | —                      | —                      | —                      | —                      | —                      | —                      | —                      | 15                     | —                      | —                      | | Best of System F & Gouryella (Part 1)  |
| "Theme from Norefjell"                                                                   | 1999 | —                      | —                      | —                      | —                      | —                      | —                      | —                      | 97                     | —                      | —                      | | Magik Three: Far from Earth            |
| "Mirror" (jako Stray Dog)                                                                | 1999 | —                      | —                      | —                      | —                      | —                      | —                      | —                      | —                      | —                      | —                      | | Live At Innercity - Amsterdam RAI      |
| "Walhalla" (s Ferry Corsten jako Gouryella)                                              | 1999 | 35                     | —                      | —                      | —                      | —                      | —                      | —                      | 27                     | —                      | —                      | | Best of System F & Gouryella (Part 1)  |
| "Far from Over" / "Cryptomnesia" / "Soft Light" (s Benno De Goeij jako Kamaya Painters)  | 1999 | —                      | —                      | —                      | —                      | —                      | —                      | —                      | —                      | —                      | —                      | | In Search of Sunrise                   |
| "Exceptionally Beautiful" / "Reflections" (jako Loop Control)                            | 1999 | —                      | —                      | —                      | —                      | —                      | —                      | —                      | —                      | —                      | —                      | | Magik Four: A New Adventure            |
| "Sparkles"                                                                               | 1999 | —                      | —                      | —                      | —                      | —                      | —                      | —                      | 88                     | —                      | —                      | | Magik Four: A New Adventure            |
| "We Ran at Dawn" (jako Allure)                                                           | 2000 | —                      | —                      | —                      | —                      | —                      | —                      | —                      | —                      | —                      | —                      | | Magik Four: A New Adventure            |
| "Tenshi" (s Ferry Corsten jako Gouryella)                                                | 2000 | —                      | —                      | —                      | —                      | —                      | —                      | —                      | 45                     | —                      | —                      | | Best of System F & Gouryella (Part 2)  |
| "No More Tears" (jako Allure)                                                            | 2000 | —                      | —                      | —                      | —                      | —                      | —                      | —                      | —                      | —                      | —                      | | Magik Five: Heaven Beyond              |
| "Eternity" (s Armin van Buuren jako Alibi)                                               | 2000 | 93                     | —                      | —                      | —                      | —                      | —                      | —                      | —                      | —                      | —                      | | Magik Five: Heaven Beyond              |
| "Wasteland" / "Summerbreeze" (s Benno De Goeij jako Kamaya Painters)                     | 2000 | —                      | —                      | —                      | —                      | —                      | —                      | —                      | —                      | —                      | —                      | | Magik Six: Live in Amsterdam           |
| "Wonder Where You Are" (s Armin van Buuren jako Major League)                            | 2000 | —                      | —                      | —                      | —                      | —                      | —                      | —                      | —                      | —                      | —                      | | Summerbreeze                           |
| "Lethal Industry"                                                                        | 2001 | 6                      | —                      | 15                     | —                      | 95                     | 36                     | —                      | 25                     | —                      | —                      | | In My Memory                           |
| "Suburban Train" / "Urban Train"                                                         | 2001 | 43                     | —                      | —                      | —                      | 88                     | —                      | —                      | 22                     | —                      | —                      | | In My Memory                           |
| "Flight 643"                                                                             | 2001 | 7                      | —                      | —                      | —                      | 88                     | —                      | —                      | 56                     | —                      | —                      | | In My Memory                           |
| "643 (Love's on Fire)" (feat. Suzanne Palmer)                                            | 2002 | 55                     | —                      | 50                     | —                      | —                      | —                      | —                      | 36                     | —                      | —                      | | In My Memory                           |
| "Obsession" (s Junkie XL)                                                                | 2002 | —                      | —                      | —                      | —                      | —                      | —                      | —                      | 56                     | —                      | —                      | | In My Memory                           |
| "In My Memory" (feat. Nicola Hitchcock)                                                  | 2002 | —                      | —                      | —                      | 15                     | —                      | —                      | —                      | —                      | —                      | 12                     | | In My Memory                           |
| "Traffic"                                                                                | 2003 | 1                      | —                      | 3                      | —                      | —                      | —                      | —                      | 48                     | —                      | —                      | | Just Be                                |
| "Love Comes Again" (feat. BT)                                                            | 2004 | 4                      | —                      | 6                      | —                      | 64                     | —                      | —                      | 30                     | —                      | 32                     | | Just Be                                |
| "Just Be" (feat. Kirsty Hawkshaw)                                                        | 2004 | 12                     | —                      | 8                      | —                      | —                      | —                      | —                      | 43                     | —                      | —                      | | Just Be                                |
| "Adagio for Strings"                                                                     | 2005 | —                      | 54                     | —                      | —                      | 41                     | 20                     | —                      | 37                     | —                      | —                      | - BPI: Platinum | Just Be                                |
| "UR" / "A Tear in the Open" (feat. Matt Hales)                                           | 2005 | —                      | —                      | —                      | —                      | —                      | —                      | —                      | —                      | —                      | —                      | | Just Be                                |
| "The Loves We Lost" (jako Allure)                                                        | 2006 | —                      | —                      | —                      | —                      | —                      | 50                     | —                      | 89                     | —                      | —                      | | In Search of Sunrise 4: Latin America  |
| "He's a Pirate" (Remixes)                                                                | 2006 | 5                      | —                      | 10                     | —                      | 85                     | 24                     | —                      | 90                     | —                      | —                      | | Elements of Life                       |
| "Dance4life" (feat. Maxi Jazz)                                                           | 2006 | 4                      | —                      | 5                      | —                      | 74                     | —                      | —                      | 67                     | —                      | —                      | | Elements of Life                       |
| "In the Dark" (feat. Christian Burns)                                                    | 2007 | 2                      | —                      | 27                     | —                      | —                      | —                      | —                      | —                      | —                      | —                      | | Elements of Life                       |
| "Break My Fall" (feat. BT)                                                               | 2007 | 13                     | —                      | 59                     | —                      | —                      | —                      | —                      | —                      | —                      | —                      | | Elements of Life                       |
| "Somewhere Inside" (jako Allure feat. Julie Thompson)                                    | 2008 | —                      | —                      | —                      | —                      | —                      | —                      | —                      | —                      | —                      | —                      | | In Search of Sunrise 6: Ibiza          |
| "Tell Me" (jako Clear View feat. Jessica)                                                | 2008 | —                      | —                      | —                      | —                      | —                      | —                      | —                      | —                      | —                      | —                      | | In Search of Sunrise 6: Ibiza          |
| "Power of You" (jako Allure feat. Christian Burns)                                       | 2008 | —                      | —                      | —                      | —                      | —                      | —                      | —                      | —                      | —                      | —                      | | In Search of Sunrise 7: Asia           |
| "I Will Be Here" (se Sneaky Sound System)                                                | 2009 | 33                     | —                      | —                      | —                      | —                      | 29                     | —                      | 44                     | —                      | —                      | | Kaleidoscope                           |
| "Escape Me" (feat. C.C. Sheffield)                                                       | 2009 | 52                     | —                      | —                      | —                      | —                      | —                      | —                      | —                      | —                      | —                      | | Kaleidoscope                           |
| "Feel It" (vs. Three 6 Mafia se Sean Kingston a Flo Rida)                                | 2009 | 62                     | 20                     | —                      | 33                     | 21                     | 39                     | —                      | 83                     | 78                     | –                      | - MC: Gold | Singl bez alb                          |
| "Who Wants to Be Alone" (feat. Nelly Furtado)                                            | 2010 | 34                     | —                      | 39                     | —                      | —                      | —                      | —                      | 91                     | —                      | —                      | | Kaleidoscope                           |
| "Feel It in My Bones" (feat. Tegan & Sara)                                               | 2010 | —                      | —                      | —                      | 29                     | —                      | —                      | —                      | —                      | —                      | —                      | - MC: Platinum | Kaleidoscope                           |
| "C'mon" (vs. Diplo)                                                                      | 2010 | —                      | —                      | —                      | —                      | —                      | —                      | —                      | —                      | —                      | —                      | | Club Life, Vol. 1 - Las Vegas          |
| "C'mon (Catch 'Em By Surprise)" (vs. Diplo feat. Busta Rhymes)                           | 2011 | 8                      | —                      | 39                     | 68                     | 68                     | 21                     | —                      | 13                     | —                      | –                      | - BPI: Silver | Club Life, Vol. 1 - Las Vegas          |
| "Zero 76" (s Hardwell)                                                                   | 2011 | 19                     | —                      | 49                     | —                      | —                      | —                      | —                      | —                      | —                      | —                      | | Club Life, Vol. 1 - Las Vegas          |
| "Work Hard, Play Hard" (feat. Kay)                                                       | 2011 | —                      | —                      | —                      | 56                     | —                      | —                      | —                      | —                      | —                      | —                      | | What's Next Exclusive Mix              |
| "Maximal Crazy"                                                                          | 2011 | —                      | —                      | 80                     | —                      | —                      | —                      | —                      | —                      | —                      | —                      | | Club Life, Vol. 2 - Miami              |
| "What Can We Do (A Deeper Love)"                                                         | 2011 | —                      | —                      | —                      | —                      | —                      | —                      | —                      | —                      | —                      | —                      | | Club Life, Vol. 2 - Miami              |
| "We Own the Night" (s Wolfgang Gartner feat. Luciana)                                    | 2012 | 80                     | —                      | 89                     | —                      | —                      | —                      | —                      | 80                     | —                      | —                      | | Club Life, Vol. 2 - Miami              |
| "Hell Yeah!" (se Showtek)                                                                | 2012 | —                      | —                      | —                      | —                      | —                      | —                      | —                      | —                      | —                      | —                      | | Singl bez alb                          |
| "Pair of Dice" (s Allure)                                                                | 2012 | —                      | —                      | —                      | —                      | —                      | —                      | —                      | —                      | —                      | —                      | | A Town Called Paradise                 |
| "United" (s Quintino a Alvaro)                                                           | 2013 | —                      | —                      | —                      | —                      | —                      | —                      | —                      | —                      | —                      | 36                     | | Club Life, Vol. 3 - Stockholm          |
| "Chasing Summers"                                                                        | 2013 | —                      | —                      | –                      | —                      | —                      | —                      | —                      | —                      | —                      | 36                     | | Club Life, Vol. 2 - Miami              |
| "Take Me" (feat. Kyler England)                                                          | 2013 | —                      | —                      | 62                     | —                      | —                      | —                      | —                      | —                      | —                      | 19                     | | Club Life, Vol. 3 - Stockholm          |
| "Paradise" (s Dyro)                                                                      | 2013 | —                      | —                      | —                      | —                      | —                      | —                      | —                      | —                      | —                      | —                      | | Club Life, Vol. 3 - Stockholm          |
| "Back to the Acid" (s MOTi)                                                              | 2013 | —                      | —                      | —                      | —                      | —                      | —                      | —                      | —                      | —                      | —                      | | Club Life, Vol. 3 - Stockholm          |
| "Shocker" (s DJ Punish)                                                                  | 2013 | —                      | —                      | —                      | —                      | —                      | —                      | —                      | —                      | —                      | —                      | | Club Life, Vol. 3 - Stockholm          |
| "Love and Run" (s Mark Alston, Baggi Bergovic & Jason Taylor feat. Teddy Geiger)         | 2013 | —                      | —                      | —                      | —                      | —                      | —                      | —                      | —                      | —                      | —                      | | Club Life, Vol. 3 - Stockholm          |
| "Move to the Rhythm" (s Nari & Milani vs. Delayers)                                      | 2013 | —                      | —                      | —                      | —                      | —                      | —                      | —                      | —                      | —                      | —                      | | Singly bez alb                         |
| "Out of Control" (jako TST s Alvaro)                                                     | 2013 | —                      | —                      | —                      | —                      | —                      | —                      | —                      | —                      | —                      | —                      | | Singly bez alb                         |
| "Red Lights"                                                                             | 2013 | 42                     | 36                     | 70                     | 41                     | 29                     | 3                      | 9                      | 6                      | 56                     | 5                      | - BPI: Gold - GLF: Gold - IFPI DEN: Gold - MC: Gold - RIAA: Platinum                                                                                      | A Town Called Paradise                 |
| "Drop It Like This" (jako TST s twoloud)                                                 | 2014 | —                      | —                      | —                      | —                      | —                      | —                      | —                      | —                      | —                      | —                      | | Singl bez alb                          |
| "Wasted" (feat. Matthew Koma)                                                            | 2014 | 15                     | 21                     | 55                     | 37                     | 49                     | 13                     | 5                      | 3                      | 49                     | 5                      | - BPI: Gold - IFPI DEN: Platinum - MC: Gold - RIAA: Platinum                                                                                              | A Town Called Paradise                 |
| "No Regular" (jako TST s Dani L. Mebius)                                                 | 2014 | —                      | —                      | —                      | —                      | —                      | —                      | —                      | —                      | —                      | —                      | | Singl bez alb                          |
| "Let's Go" (feat. Icona Pop)                                                             | 2014 | —                      | —                      | —                      | —                      | —                      | —                      | —                      | —                      | —                      | 30                     | | A Town Called Paradise                 |
| "Say Something" (feat. Emily Rowed)                                                      | 2014 | —                      | —                      | —                      | —                      | —                      | —                      | —                      | —                      | —                      | 20                     | | A Town Called Paradise                 |
| "Real Life" (jako TST s Moguai feat. Amba Shepherd)                                      | 2014 | —                      | —                      | —                      | —                      | —                      | —                      | —                      | —                      | —                      | —                      | | Singl bez alb                          |
| "Light Years Away" (feat. DBX)                                                           | 2014 | —                      | —                      | 69                     | —                      | —                      | —                      | —                      | —                      | —                      | 23                     | | A Town Called Paradise                 |
| "Blow Your Mind" (s MOTi)                                                                | 2015 | —                      | —                      | —                      | —                      | —                      | —                      | —                      | —                      | —                      | —                      | | Singl bez alb                          |
| "Secrets" (s KSHMR feat. Vassy)                                                          | 2015 | 21                     | 55                     | 31                     | 68                     | —                      | —                      | 24                     | —                      | —                      | 15                     | - BPI: Silver - RIAA: Gold | Club Life, Vol. 4 – New York City      |
| "The Only Way Is Up" (s Martin Garrix)                                                   | 2015 | 74                     | —                      | —                      | —                      | —                      | —                      | 81                     | —                      | —                      | 41                     | | Club Life, Vol. 4 – New York City      |
| "Show Me" (s DallasK)                                                                    | 2015 | —                      | —                      | —                      | —                      | —                      | —                      | —                      | —                      | —                      | —                      | | Club Life, Vol. 4 – New York City      |
| "Change Your World" (s Jane Zhang)                                                       | 2015 | —                      | —                      | —                      | —                      | —                      | —                      | —                      | —                      | —                      | —                      | | Club Life, Vol. 4 – New York City      |
| "Split (Only U)" (s The Chainsmokers)                                                    | 2015 | —                      | —                      | 63                     | —                      | —                      | —                      | —                      | —                      | —                      | —                      | | Collide soundtrack                     |
| "Chemicals" (s Don Diablo feat. Thomas Troelsen)                                         | 2015 | —                      | —                      | 76                     | —                      | —                      | —                      | 84                     | —                      | —                      | —                      | - GLF: Gold | Together                               |
| "Wombass" (s Oliver Heldens)                                                             | 2015 | —                      | —                      | 67                     | —                      | —                      | —                      | —                      | —                      | —                      | —                      | | Together                               |
| "Get Down" (s Tony Junior)                                                               | 2015 | —                      | —                      | —                      | —                      | —                      | —                      | —                      | —                      | —                      | 50                     | | Singly bez alb                         |
| "The Right Song" (s Oliver Heldens feat. Natalie La Rose)                                | 2016 | 46                     | —                      | —                      | —                      | —                      | 57                     | 100                    | 39                     | —                      | 22                     | - BPI: Gold | Singly bez alb                         |
| "Making Me Dizzy" (s Bobby Puma)                                                         | 2016 | —                      | —                      | —                      | —                      | —                      | —                      | —                      | —                      | —                      | —                      | | Singly bez alb                         |
| "What You're Waiting For" (s Ummet Ozcan)                                                | 2016 | —                      | —                      | —                      | —                      | —                      | —                      | —                      | —                      | —                      | —                      | | Singly bez alb                         |
| "Summer Nights" (feat. John Legend)                                                      | 2016 | 23                     | —                      | 31                     | —                      | —                      | —                      | 72                     | 60                     | —                      | 13                     | | Singly bez alb                         |
| "On My Way" (feat. Bright Sparks)                                                        | 2017 | 26                     | —                      | —                      | —                      | —                      | —                      | 87                     | —                      | —                      | 36                     | | Singly bez alb                         |
| "Boom" (se Sevenn)                                                                       | 2017 | —                      | —                      | —                      | —                      | —                      | —                      | 77                     | —                      | —                      | —                      | | Club Life, Vol. 5 - China              |
| "Harder" (s Kshmr feat. Talay Riley)                                                     | 2017 | —                      | —                      | —                      | —                      | —                      | —                      | —                      | —                      | —                      | —                      | | Club Life, Vol. 5 - China              |
| "Scream" (s John Christian)                                                              | 2017 | —                      | —                      | —                      | —                      | —                      | —                      | —                      | —                      | —                      | —                      | | Club Life, Vol. 5 - China              |
| "Carry You Home" (feat. Stargate a Aloe Blacc)                                           | 2017 | 38                     | —                      | —                      | —                      | —                      | —                      | —                      | —                      | —                      | 26                     | | Club Life, Vol. 5 - China              |
| "Boom" (s Gucci Mane a Sevenn)                                                           | 2018 | —                      | —                      | —                      | —                      | —                      | —                      | 77                     | —                      | —                      | 14                     | - GLF: Platinum | Club Life, Vol. 5 - China              |
| "Jackie Chan" (s Dzeko feat. Preme a Post Malone)                                        | 2018 | 2                      | 19                     | 13                     | 7                      | 25                     | 6                      | 20                     | 5                      | 52                     | 3                      | - BEA: Gold - BPI: 2× Platinum - BVMI: Gold - GLF: 2× Platinum - IFPI AUT: Gold - IFPI DEN: Gold - MC: 7× Platinum - RIAA: Platinum                       | The London Sessions                    |
| "Wow"                                                                                    | 2018 | —                      | —                      | —                      | —                      | —                      | —                      | —                      | —                      | —                      | —                      | | Singly bez alb                         |
| "Grapevine"                                                                              | 2018 | —                      | —                      | —                      | —                      | —                      | —                      | —                      | —                      | —                      | 35                     | | Singly bez alb                         |
| "Ritual" (s Jonas Blue a Rita Ora)                                                       | 2019 | 5                      | —                      | 10                     | 99                     | —                      | 13                     | 24                     | 24                     | —                      | 13                     | - BEA: Gold - BPI: Platinum - GLF: Platinum - IFPI DEN: Gold - MC: Platinum                                                                               | The London Sessions                    |
| "God Is a Dancer" (s Mabel)                                                              | 2019 | 16                     | —                      | 48                     | —                      | 95                     | 25                     | 56                     | 15                     | —                      | 13                     | - BPI: Gold | The London Sessions                    |
| "Blue" (feat. Stevie Appleton)                                                           | 2019 | —                      | —                      | —                      | —                      | —                      | —                      | —                      | —                      | —                      | 35                     | | The London Sessions                    |
| "Nothing Really Matters" (s Becky Hill)                                                  | 2020 | 17                     | —                      | —                      | —                      | —                      | —                      | —                      | 76                     | —                      | 24                     | | The London Sessions                    |
| "Tomorrow" (feat. 433)                                                                   | 2020 | —                      | —                      | —                      | —                      | —                      | —                      | —                      | —                      | —                      | —                      | | Singly bez alb                         |
| "5 Seconds Before Sunrise" (jako Ver:West)                                               | 2020 | —                      | —                      | —                      | —                      | —                      | —                      | —                      | —                      | —                      | —                      | | Singly bez alb                         |
| "Coffee (Give Me Something)" (s Vintage Culture)                                         | 2020 | —                      | —                      | —                      | —                      | —                      | —                      | —                      | —                      | —                      | 44                     | | Singly bez alb                         |
| "The Business"                                                                           | 2020 | 1                      | 6                      | 2                      | 13                     | 3                      | 1                      | 11                     | 3                      | 69                     | 2                      | - ARIA: 5× Platinum - BEA: Platinum - BPI: 2× Platinum - BVMI: 3× Gold - IFPI AUT: 3× Platinum - IFPI DEN: 2× Platinum - MC: 8× Platinum - RIAA: Platinum | Drive                                  |
| "The Business Part II" (s Ty Dolla Sign)                                                 | 2021 | —                      | —                      | —                      | —                      | —                      | —                      | —                      | —                      | —                      | —                      | | Singly bez alb                         |
| "Elements of a New Life" (jako Ver:West)                                                 | 2021 | —                      | —                      | —                      | —                      | —                      | —                      | —                      | —                      | —                      | —                      | | Singly bez alb                         |
| "Don't Be Shy" (s Karol G)                                                               | 2021 | 16                     | —                      | —                      | 81                     | —                      | 64                     | 81                     | —                      | —                      | 4                      | - ARIA: Gold - MC: Platinum - RIAA: Gold | Drive                                  |
| "The Motto" (s Ava Max)                                                                  | 2021 | 1                      | 10                     | 3                      | 6                      | 10                     | 6                      | 21                     | 12                     | 42                     | 2                      | - ARIA: 2× Platinum - BPI: Platinum - BVMI: Platinum - IFPI AUT: 2× Platinum - IFPI DEN: Platinum - MC: 7× Platinum - RIAA: Platinum                      | Drive                                  |
| "Hot in It" (s Charli XCX)                                                               | 2022 | 12                     | —                      | —                      | 85                     | 76                     | 27                     | 56                     | 24                     | —                      | 10                     | - BPI: Silver - MC: Gold | Drive                                  |
| "Can U Dance (To My Beat)"                                                               | 2022 | —                      | —                      | —                      | —                      | —                      | —                      | —                      | —                      | —                      | —                      | | Singly bez alb                         |
| "Baila Conmigo"                                                                          | 2022 | —                      | —                      | —                      | —                      | —                      | —                      | —                      | —                      | —                      | 49                     | | Singly bez alb                         |
| "Pump It Louder" (s Black Eyed Peas)                                                     | 2022 | —                      | —                      | —                      | —                      | —                      | —                      | —                      | —                      | —                      | 28                     | | Drive                                  |
| "10:35" (s Tate McRae)                                                                   | 2022 | 12                     | 10                     | 23                     | 18                     | 11                     | 5                      | 40                     | 8                      | 69                     | 3                      | - ARIA: Platinum - BPI: Gold - BVMI: Gold - IFPI AUT: Platinum - IFPI DEN: Platinum - MC: 5× Platinum - RIAA: Platinum                                    | Drive                                  |
| "I Can't Wait" (s Solardo feat. Poppy Baskcomb)                                          | 2022 | —                      | —                      | —                      | —                      | —                      | —                      | —                      | —                      | —                      | —                      | | Singl bez alb                          |
| "Lay Low"                                                                                | 2023 | 4                      | 8                      | 13                     | —                      | 10                     | 74                     | 63                     | —                      | —                      | 13                     | - BPI: Silver - BVMI: Gold - IFPI AUT: Platinum - IFPI DEN: Gold - MC: 2× Platinum                                                                        | Drive                                  |
| "All Nighter"                                                                            | 2023 | —                      | —                      | —                      | —                      | —                      | —                      | —                      | —                      | —                      | 17                     | | Drive                                  |
| "Feel Your Ghost" (s Mathame)                                                            | 2023 | —                      | —                      | —                      | —                      | —                      | —                      | —                      | —                      | —                      | —                      | | bude oznámeno                          |
| "Yesterday"[zdroj?]                                                                      | 2023 | —                      | —                      | —                      | —                      | —                      | —                      | —                      | —                      | —                      | 34                     | | Drive                                  |
| "Drifting"                                                                               | 2023 | 16                     | —                      | —                      | —                      | —                      | —                      | —                      | —                      | —                      | 29                     | - BPI: Silver | bude oznámeno                          |
| "Both" (s 21 Savage a Bia)                                                               | 2023 | —                      | —                      | —                      | —                      | —                      | —                      | —                      | —                      | —                      | 11                     | | bude oznámeno                          |
| "Run Free (Countdown)" (s R3hab)                                                         | 2023 | —                      | —                      | —                      | —                      | —                      | —                      | —                      | —                      | —                      | —                      | | bude oznámeno                          |
| "Thank You (Not So Bad)" (s Dimitri Vegas & Like Mike, Dido a W&W)                       | 2023 | 16                     | 14                     | 28                     | —                      | 16                     | 36                     | 33                     | 50                     | —                      | 12                     | - BPI: Gold - IFPI DEN: Gold | bude oznámeno                          |
| "All My Life" (s Fast Boy)                                                               | 2024 | 27                     | —                      | 38                     | —                      | —                      | —                      | —                      | —                      | —                      | 26                     | | bude oznámeno                          |
| "Waterslides" (s Rudimental a ABsolutely)                                                | 2024 | —                      | —                      | —                      | —                      | —                      | —                      | —                      | —                      | —                      | 36                     | | bude oznámeno                          |
| "Contigo" (s Karol G)                                                                    | 2024 | —                      | —                      | —                      | —                      | —                      | —                      | —                      | —                      | 61                     | 5                      | | bude oznámeno                          |
| "Explode" (s Moguai)                                                                     | 2024 | —                      | —                      | —                      | —                      | —                      | —                      | —                      | —                      | —                      | 40                     | | bude oznámeno                          |
| "My City" (s Prophecy)                                                                   | 2024 | —                      | —                      | —                      | —                      | —                      | —                      | —                      | —                      | —                      | 46                     | | bude oznámeno                          |
| "Mockingbird" (s Dimitri Vegas & Like Mike, a Gabry Ponte)                               | 2024 | —                      | —                      | —                      | —                      | —                      | —                      | —                      | —                      | —                      | —                      | | Singly bez alb                         |
| "Click Click Click" (s Hedex a Basslayerz)                                               | 2024 | —                      | —                      | —                      | —                      | —                      | —                      | —                      | —                      | —                      | —                      | | Singly bez alb                         |
| "Zenless" (s Lucas & Steve)                                                              | 2024 | —                      | —                      | —                      | —                      | —                      | —                      | —                      | —                      | —                      | —                      | | Zenless Zone Zero                      |
| "Hot Honey" (s Alana Springsteen)                                                        | 2024 | —                      | —                      | —                      | —                      | —                      | —                      | —                      | —                      | —                      | 37                     | | Singly bez alb                         |
| "Tantalizing" (s Soaky Siren)                                                            | 2024 | —                      | —                      | —                      | —                      | —                      | —                      | —                      | —                      | —                      | 38                     | | Singly bez alb                         |
| "Una Velita"                                                                             | 2024 | —                      | —                      | —                      | —                      | —                      | —                      | —                      | —                      | —                      | 35                     | | Singly bez alb                         |
| "Tell Me Where U Go" (s Clean Bandit a Leony)                                            | 2025 | —                      | ―                      | ―                      | ―                      | ―                      | ―                      | ―                      | ―                      | ―                      | ―                      | | bude oznámeno                          |
| "Won't Be Possible" (s Odd Mob a Goodboys)                                               | 2025 | —                      | ―                      | ―                      | ―                      | ―                      | ―                      | ―                      | ―                      | ―                      | 11                     | | bude oznámeno                          |
| "Everlight" (s Mathame)                                                                  | 2025 | —                      | —                      | —                      | —                      | —                      | —                      | —                      | —                      | —                      | —                      | | bude oznámeno                          |
| "—" značí, že se nahrávka neumístila v hitparádách nebo v tomto území ani nebyla vydána  |      |                        |                        |                        |                        |                        |                        |                        |                        |                        |                        | |                                        |

### Jako vedlejší umělec
| Název                                                                                   | Rok  | Umístění v hitparádách | Umístění v hitparádách | Album                          |
| Název                                                                                   | Rok  | UK                     | US Dance Dig.          | Album                          |
| --------------------------------------------------------------------------------------- | ---- | ---------------------- | ---------------------- | ------------------------------ |
| "Only You" (s Kaskade feat. Haley)                                                      | 2010 | —                      | 44                     | Dynasty                        |
| "The First Note Is Silent" (High Contrast feat. Tiësto a Underworld)                    | 2011 | 48                     | —                      | The Agony & the Ecstasy        |
| "Tornado" (se Steve Aoki)                                                               | 2011 | —                      | 39                     | Steve Aoki Charitable Fund Mix |
| "People of the Night" (vs. AN21 a Max Vangeli feat. Lover Lover)                        | 2012 | —                      | —                      | People of the Night            |
| "Beautiful World" (s Mark Knight feat. Dino)                                            | 2012 | —                      | —                      | The Sound of Toolroom          |
| "—" značí, že se nahrávka neumístila v hitparádách nebo v tomto území ani nebyla vydána |      |                        |                        |                                |

### Promo singly
| Název                                                                                   | Rok  | Umístění v hitparádě | Album                     |
| Název                                                                                   | Rok  | US Dance             | Album                     |
| --------------------------------------------------------------------------------------- | ---- | -------------------- | ------------------------- |
| "Battleship Grey" (feat. Kirsty Hawkshaw)                                               | 2001 | —                    | In My Memory              |
| "Dallas 4pm" / "Magik Journey"                                                          | 2003 | —                    | In My Memory              |
| "Sweet Things" (feat. Charlotte Martin)                                                 | 2007 | —                    | Elements of Life          |
| "Knock You Out" (feat. Emily Haines)                                                    | 2009 | —                    | Kaleidoscope              |
| "I Am Strong" (feat. Priscilla Ahn)                                                     | 2009 | —                    | Kaleidoscope              |
| "Louder Than Boom"                                                                      | 2009 | —                    | Kaleidoscope              |
| "Speed Rail"                                                                            | 2010 | —                    | Promo singly bez alb      |
| "Green Sky"                                                                             | 2011 | —                    | Promo singly bez alb      |
| "Young Lions"                                                                           | 2011 | —                    | Promo singly bez alb      |
| "iTrance" (feat. Disco Fries)                                                           | 2013 | —                    | Rehash                    |
| "Infected" (s Jauz)                                                                     | 2016 | —                    | Promo singly bez alb      |
| "I Want You" (s Mike Williams)                                                          | 2016 | —                    | Promo singly bez alb      |
| "Your Love" (s DallasK)                                                                 | 2016 | —                    | Promo singly bez alb      |
| "I Like It Loud" (s John Christian feat. Marshall Masters a The Ultimate MC)            | 2018 | —                    | I Like It Loud            |
| "Dawnbreaker" (s Matisse & Sadko)                                                       | 2018 | —                    | I Like It Loud            |
| "Coming Home" (s Mesto)                                                                 | 2018 | —                    | I Like It Loud            |
| "Break the House Down" (with MOTi)                                                      | 2018 | —                    | I Like It Loud            |
| "Affliction" (se Zaxx feat. Olivera)                                                    | 2018 | —                    | Ninjawerks, Vol. 1        |
| "Halfway There" (s Dzeko feat. Lena Leon)                                               | 2019 | —                    | Together                  |
| "Can You Feel It" (s John Christian)                                                    | 2019 | —                    | Together                  |
| "Can't Get Enough" (s Mesto)                                                            | 2019 | —                    | Together                  |
| "Trouble" (se 7 Skies feat. Micky Blue)                                                 | 2019 | —                    | Together                  |
| "Party Time" (se SWACQ)                                                                 | 2019 | —                    | Together                  |
| "My Whistle" (se Sikdope)                                                               | 2019 | —                    | Together                  |
| "Lose Control" (se Stoltenhoff)                                                         | 2019 | —                    | Together                  |
| "Diamonds" (s Aazar feat. Micky Blue)                                                   | 2019 | —                    | Together                  |
| "Feels So Good" (s Justin Caruso feat. Kelli-Leigh)                                     | 2019 | —                    | Together                  |
| "Acordeão" (s Moska)                                                                    | 2019 | —                    | Together                  |
| "My Frequency" (se 7 Skies feat. RebMoe)                                                | 2020 | 15                   | Together                  |
| "The Drop" (s DJs from Mars, Rudeejay a Da Brozz)                                       | 2020 | —                    | Musical Freedom Unlimited |
| "Clickbait"                                                                             | 2021 | —                    | Together Again            |
| "Oohla Oohla" (s Lucas & Steve)                                                         | 2021 | 28                   | Together Again            |
| "I'll Take You High"                                                                    | 2021 | —                    | Together Again            |
| "Money" (s Killfake)                                                                    | 2021 | —                    | Together Again            |
| "Be Something" (s Ummet Ozcan a Tomhio)                                                 | 2021 | —                    | Together Again            |
| "Savage" (s Deorro)                                                                     | 2022 | 24                   | Together Again            |
| "Renaissance (The White Lotus)" (Tiësto remix)                                          | 2023 | 35                   | Promo singl bez alb       |
| "OMG!" (se Sexyy Red)                                                                   | 2025 | 8                    | F1 the Album              |
| "—" značí, že se nahrávka neumístila v hitparádách nebo v tomto území ani nebyla vydána |      |                      |                           |

## Další umístěné písně
| Název                                                                                  | Rok  | Umístění v hitparádě | Album                         |
| Název                                                                                  | Rok  | US Dance             | Album                         |
| -------------------------------------------------------------------------------------- | ---- | -------------------- | ----------------------------- |
| "Don't Ditch" (s Marcel Woods)                                                         | 2011 | —                    | Club Life, Vol. 1 - Las Vegas |
| "Last Train" (s Firebeatz featuring Ladyhawke)                                         | 2014 | 35                   | A Town Called Paradise        |
| "[Set Yourself Free" (feat. Krewella)                                                  | 2014 | —                    | A Town Called Paradise        |
| "Seavolution"                                                                          | 2018 | 41                   | Hotel Transylvánie 3          |
| "Wave Rider"                                                                           | 2018 | —                    | Hotel Transylvánie 3          |
| "Tear It Down"                                                                         | 2018 | —                    | Hotel Transylvánie 3          |
| "My Frequency" (se 7 Skies feat. RebMoe)                                               | 2020 | —                    | Together                      |
| "Lose You"                                                                             | 2020 | 37                   | The London Sessions           |
| "Chills (LA Hills)" (feat. A Boogie wit da Hoodie)                                     | 2023 | 11                   | Drive                         |
| "—" značí, že se nahrávka neumístila v hitparádách nebo v tomto území ani nebyla vydán |      |                      |                               |

## Remixy
| Název                                                         | Rok  | Další umělec                                          |
| ------------------------------------------------------------- | ---- | ----------------------------------------------------- |
| "Dans la Boîte" (DJ Tiësto Remix)                             | 1995 | West a Storm                                          |
| "Insomnia" (DJ Tiësto Remix)                                  | 1995 | Faithless                                             |
| "Innocence" (DJ Tiësto's Magikal Remake)                      | 1998 | The MacKenzie feat. Jessy                             |
| "You're So Beautiful" (DJ Tiësto and Montana Beautiful Remix) | 1998 | Rene a Da Groove                                      |
| "Destination Sunshine" (DJ Tiësto's Power Mix)                | 1999 | Balearic Bill                                         |
| "Sirius" (DJ Tiësto Remix)                                    | 1999 | Subtle by Design                                      |
| "Coming On Strong" (DJ Tiësto Remix)                          | 1999 | Signum feat. Scott Mac                                |
| "Dreaming" (DJ Tiësto Remix)                                  | 1999 | BT feat. Kirsty Hawkshaw                              |
| "L'Esperanza" (DJ Tiësto Remix)                               | 1999 | Airscape                                              |
| "Willow" (DJ Tiësto Magikal Remake)                           | 2000 | Aria                                                  |
| "Eugina" (DJ Tiësto Remix)                                    | 2000 | Salt Tank                                             |
| "Re-Form" (DJ Tiësto Remix)                                   | 2000 | Kid Vicious                                           |
| "Shining" (DJ Tiësto Remix)                                   | 2000 | Green Court                                           |
| "Sunrise" (DJ Tiësto Remix)                                   | 2000 | Goldenscan                                            |
| "The Sound of the Drums" (DJ Tiësto Remix)                    | 2000 | E.V.O.                                                |
| "Blaxo" (DJ Tiësto Remix)                                     | 2000 | DJ Jan                                                |
| "Caught Me Running" (DJ Tiësto's Summerbreeze Remix)          | 2000 | Jaimy a Kenny D.                                      |
| "Silence" (DJ Tiësto In Search of Sunrise Remix)              | 2000 | Delerium                                              |
| "Velvet Moods" (DJ Tiësto Remix)                              | 2000 | Johan Gielen Presents Abnea                           |
| "Das Glockenspiel" (DJ Tiësto Remix)                          | 2001 | Schiller                                              |
| "When Time Will Come" (DJ Tiësto Mix)                         | 2001 | Motorcraft                                            |
| "Flesh" (DJ Tiësto Mix)                                       | 2001 | Jan Johnston                                          |
| "Tarantula" (DJ Tiësto Remix)                                 | 2001 | Faithless                                             |
| "Innocente" (DJ Tiësto Remix)                                 | 2001 | Delerium                                              |
| "Home" (DJ Tiësto Remix)                                      | 2001 | Coast 2 Coast                                         |
| "Never" (DJ Tiësto Remix)                                     | 2002 | Roc Project feat. Tina Arena                          |
| "Can't Live A Day" (DJ Tiësto Mix)                            | 2002 | Avalon                                                |
| "We Know What You Did..." (DJ Tiësto Remix)                   | 2002 | Svenson & Gielen                                      |
| "Southern Sun" (DJ Tiësto Remix)                              | 2002 | Paul Oakenfold                                        |
| "We Are All Made of Stars" (DJ Tiësto's Full Vocal Mix)       | 2002 | Moby                                                  |
| "Extreme Ways" (DJ Tiësto's Vocal Remix)                      | 2002 | Moby                                                  |
| "Pulsar" (DJ Tiësto Remix)                                    | 2002 | Mauro Picotto                                         |
| "Action" (DJ Tiësto Remix)                                    | 2002 | Saint Etienne                                         |
| "Did I Dream" (DJ Tiësto Remix)                               | 2002 | Lost Witness                                          |
| "Breezer" (DJ Tiësto Remix)                                   | 2002 | Junkie XL a Sasha                                     |
| "Faithfulness" (DJ Tiësto Mix)                                | 2003 | Skin                                                  |
| "Venus (Meant to Be Your Lover)" (Tiësto Remix)               | 2003 | DJ Cor Fijneman feat. Jan Johnston                    |
| "Street Spirit" (DJ Tiësto Remix)                             | 2003 | Radiohead                                             |
| "Kiss in Shadows" (Tiësto Remix)                              | 2003 | M-Box feat. Tiff Lacey                                |
| "Die Another Day" (Tiësto Remix)                              | 2003 | Madonna                                               |
| "Rain Down on Me" (Tiësto Remix)                              | 2003 | Kane                                                  |
| "Mer Noire" (Tiësto Remix)                                    | 2004 | Cirque Du Soleil                                      |
| "The Force of Gravity" (Tiësto Remix)                         | 2004 | BT                                                    |
| "Crosses" (Tiësto Remix)                                      | 2006 | José González                                         |
| "Open Your Eyes" (Tiësto Remix)                               | 2007 | Snow Patrol                                           |
| "Hide and Seek" (Tiësto Remix)                                | 2007 | Imogen Heap                                           |
| "LoveStoned/I Think She Knows" (Tiësto Remix)                 | 2007 | Justin Timberlake                                     |
| "Back in Your Head" (Tiësto Remix)                            | 2007 | Tegan and Sara                                        |
| "The Right Life" (Tiësto Remix)                               | 2007 | Seal                                                  |
| "Piece of Me" (Tiësto Remix)                                  | 2007 | Britney Spears                                        |
| "Ride" (Tiësto Remix)                                         | 2008 | Cary Brothers                                         |
| "No Air" (Tiësto Remix)                                       | 2008 | Jordin Sparks                                         |
| "Imagination" (Tiësto Remix)                                  | 2008 | JES                                                   |
| "Pare Pare" (Tiësto Remix)                                    | 2008 | Tarkan                                                |
| "Not Falling Apart" (Tiësto Remix)                            | 2008 | Maroon 5                                              |
| "Spaceman" (Tiësto Remix)                                     | 2009 | The Killers                                           |
| "I'm Not Alone" (Tiësto Remix)                                | 2009 | Calvin Harris                                         |
| "Heads Will Roll" (Tiësto Remix)                              | 2009 | Yeah Yeah Yeahs                                       |
| "One More Chance" (Tiësto Remix)                              | 2009 | Bloc Party                                            |
| "Manos Al Aire" (Tiësto Remix)                                | 2009 | Nelly Furtado                                         |
| "The Right Life" (Tiësto Remix)                               | 2009 | Seal                                                  |
| "Summersault" (Tiësto Remix)                                  | 2009 | Tastexperience                                        |
| "Papillon" (Tiësto Remix)                                     | 2009 | Editors                                               |
| "Resistance" (Tiësto Remix)                                   | 2009 | Muse                                                  |
| "Let's Get Bleeped Tonight" (Tiësto Remix)                    | 2009 | Dada Life                                             |
| "C'est dans l'air" (Tiësto Remix)                             | 2009 | Mylène Farmer                                         |
| "Out of the Blue 2010" (Tiësto Remix)                         | 2009 | System F                                              |
| "Rocket" (Tiësto Remix)                                       | 2010 | Goldfrapp                                             |
| "Trouble Is" (Tiësto Remix)                                   | 2010 | Turboweekend                                          |
| "These New Knights" (Tiësto Remix)                            | 2010 | Où Est Le Swimming Pool                               |
| "Spark" (Tiësto Remix)                                        | 2010 | Amy MacDonald                                         |
| "Tweak Your Nipple" (Tiësto Remix)                            | 2010 | Faithless                                             |
| "Phazing" (Tiësto Remix)                                      | 2010 | Dirty South feat. Rudy                                |
| "Have It All" (Tiësto Remix)                                  | 2010 | Charlie Dée                                           |
| "The Island" (Tiësto Remix)                                   | 2010 | Pendulum                                              |
| "We Live for the Music" (Tiësto Remix)                        | 2010 | Robbie Rivera                                         |
| "Bad Romance" (Tiësto Remix)                                  | 2010 | Lady Gaga                                             |
| "Shot in the Back of the Head" (Tiësto Remix)                 | 2010 | Moby                                                  |
| "Nova" (Tiësto Remix)                                         | 2010 | The Sound of Arrows                                   |
| "Love, the Hardest Way" (Tiësto Remix)                        | 2010 | HIM                                                   |
| "Dame Argumentos" (Tiësto remix)                              | 2010 | Miguel Bosé                                           |
| "E.T." (Tiësto Remix)                                         | 2011 | Katy Perry                                            |
| "Ace of Hz" (Tiësto Remix)                                    | 2011 | Ladytron                                              |
| "Lost in the World" (Tiësto Remix)                            | 2011 | Kanye West                                            |
| "M.A.J.O.R." (Tiësto Remix)                                   | 2011 | Kay                                                   |
| "Fire in the House" (Tiësto Remix)                            | 2011 | Hard-Fi                                               |
| "Advanced" (Tiësto Remix)                                     | 2011 | Marcel Woods                                          |
| "Slaughter House" (Tiësto Remix)                              | 2011 | Joker featuring Silas                                 |
| "The First Note Is Silent" (Tiësto Remix)                     | 2011 | High Contrast feat. Tiësto a Underworld               |
| "Paradise" (Tiësto Remix)                                     | 2011 | Coldplay                                              |
| "Mission Impossible Theme (Tiësto Remix)                      | 2011 | Lalo Schifrin                                         |
| "Somebody That I Used to Know" (Tiësto Remix)                 | 2012 | Gotye feat. Kimbra                                    |
| "Bring That Beat Back" (Tiësto Remix)                         | 2012 | Autoerotique                                          |
| "Can't Stop Me" (Tiësto Remix)                                | 2012 | Afrojack a Shermanology                               |
| "Young Blood" (Tiësto and Hardwell Remix)                     | 2012 | The Naked & Famous                                    |
| "Just One Last Time" (Tiësto Remix)                           | 2012 | David Guetta feat. Taped Rai                          |
| "Sweet Nothing" (Tiësto Remix)                                | 2012 | Calvin Harris feat. Florence Welch                    |
| "Thoughts" (Tiësto Remix)                                     | 2012 | Nelly Furtado feat. The Kenyan Boys Choir             |
| "Parking Lot" (Tiësto Remix)                                  | 2012 | Nelly Furtado                                         |
| "We Come Running" (Tiësto Remix)                              | 2012 | Youngblood Hawke                                      |
| "Carried Away" (Tiësto Remix)                                 | 2013 | Passion Pit                                           |
| "Clarity" (Tiësto Remix)                                      | 2013 | Zedd feat. Foxes                                      |
| "So Young So High" (Tiësto Remix)                             | 2013 | Dada Life                                             |
| "Get Loose" (Tiësto Remix)                                    | 2013 | Showtek a Noisecontrollers                            |
| "Love Is the Answer" (Tiësto Remix)                           | 2013 | Jus Jack a Oza feat. Blessid Union of Souls           |
| "Sweet Nothing" (Tiësto and Ken Loi Re-Remix)                 | 2013 | Calvin Harris feat. Florence Welch                    |
| "United" (Tiësto and Blasterjaxx Remix)                       | 2013 | Tiësto, Quintino a Alvaro                             |
| "I Love It" (Tiësto Remix)                                    | 2013 | Icona Pop feat. Charli XCX                            |
| "Century" (Tiësto and Moska Remix)                            | 2013 | Tiësto feat. Calvin Harris                            |
| "Standing On the Sun" (Tiësto Remix)                          | 2013 | Beyoncé                                               |
| "Burn" (Tiësto Remix)                                         | 2013 | Ellie Goulding                                        |
| "Stay the Night" (Tiësto's Club Life Remix)                   | 2013 | Zedd feat. Hayley Williams                            |
| "Coming Down (Hi-Life)" (Tiësto Remix)                        | 2013 | Monkey Safari                                         |
| "The Spark" (Tiёsto vs. twoloud Remix)                        | 2013 | Afrojack feat. Spree Wilson                           |
| "Dare You" (Tiësto vs. twoloud Remix)                         | 2014 | Hardwell feat. Matthew Koma                           |
| "All of Me" (Tiësto's Birthday Treatment Remix)               | 2014 | John Legend                                           |
| "Buffalo Bill" (Tiësto Remix)                                 | 2014 | Moxie Raia                                            |
| "Playground" (Tiësto Remix)                                   | 2014 | Jack Eye Jones                                        |
| "You" (Tiësto vs. twoloud Remix)                              | 2014 | Galantis                                              |
| "Anywhere for You" (Tiësto vs. Dzeko & Torres Remix)          | 2014 | John Martin                                           |
| "Midnight" (Tiësto Remix)                                     | 2014 | Coldplay                                              |
| "Helium" (Tiësto Remix)                                       | 2014 | Chris Lake feat. Jareth                               |
| "Bang" (Tiësto Bootleg)                                       | 2014 | 3lau                                                  |
| "Samurai" (Tiësto Remix)                                      | 2014 | R3hab                                                 |
| "Believer" (Tiësto Remix)                                     | 2014 | American Authors                                      |
| "Never Say Never" (Tiësto and MOTi Remix)                     | 2014 | Basement Jaxx                                         |
| "Gold Skies" (Tiësto Remix)                                   | 2014 | Sander van Doorn, Martin Garrix a DVBBS feat. Aleesia |
| "Break the Rules" (Tiësto Remix)                              | 2014 | Charli XCX                                            |
| "Light Years Away" (Tiësto and MOTi Remix)                    | 2014 | Tiësto featuring DBX                                  |
| "Don't Leave" (Tiësto Remix)                                  | 2014 | Seven Lions feat. Ellie Goulding                      |
| "Often" (Tiësto Remix)                                        | 2014 | The Weeknd                                            |
| "Drunk in Love" (Tiësto Remix)                                | 2014 | Beyoncé                                               |
| "Stay a While" (Tiësto Remix)                                 | 2015 | Mikey B                                               |
| "Lay Me Down" (Tiёsto Remix)                                  | 2015 | Sam Smith                                             |
| "Stranger to Love" (Tiësto Remix)                             | 2015 | Charles Perry                                         |
| "Home" (Tiësto vs. twoloud Remix)                             | 2015 | Dotan                                                 |
| "House of Now" (Tiësto Edit)                                  | 2015 | MOTi                                                  |
| "Lean On" (Tiësto and MOTi Remix)                             | 2015 | Major Lazer a DJ Snake feat. MØ                       |
| "Fighting For" (Tiësto Edit)                                  | 2015 | Wee-O feat. Morgan Karr                               |
| "Someone Somewhere" (Tiësto Edit)                             | 2015 | Bobby Puma                                            |
| "Sky High" (Tiësto Edit)                                      | 2015 | Firebeatz                                             |
| "Let You Go" (Tiësto Remix)                                   | 2015 | The Chainsmokers feat. Great Good Fine Ok             |
| "Take Me Home" (Tiësto Remix)                                 | 2015 | Jess Glynne                                           |
| "God Is a DJ 2.0" (Tiësto Remix)                              | 2015 | Faithless                                             |
| "L'Amour Toujours" (Tiësto Edit)                              | 2015 | Dzeko & Torres feat. Delaney Jane                     |
| "Break the Rules" (Tiësto Remix)                              | 2015 | Charli XCX                                            |
| "Faded" (Tiësto's Deep House Remix)                           | 2016 | Alan Walker                                           |
| "Faded" (Tiësto's Northern Lights Remix)                      | 2016 | Alan Walker                                           |
| "Coming Over" (Tiësto Remix)                                  | 2016 | Dillon Francis a Kygo                                 |
| "Winterbreak" (Tiësto's Deep House Remix)                     | 2016 | MUNA                                                  |
| "Dancing on My Own" (Tiësto Remix)                            | 2016 | Calum Scott                                           |
| "Let Me Love You" (Tiësto's AFTR:HRS Remix)                   | 2016 | DJ Snake feat. Justin Bieber                          |
| "My Way" (Tiësto Remix)                                       | 2016 | Calvin Harris                                         |
| "This Town" (Tiësto Remix)                                    | 2016 | Niall Horan                                           |
| "Hard To Love" (Tiësto's Big Room Remix)                      | 2017 | Matthew Koma                                          |
| "It Ain't Me" (Tiësto's AFTR:HRS Remix)                       | 2017 | Kygo a Selena Gomez                                   |
| "Malibu" (Tiësto Remix)                                       | 2017 | Miley Cyrus                                           |
| "Unforgettable" (Tiësto and Dzeko AFTR:HRS Remix)             | 2017 | French Montana feat. Swae Lee                         |
| "Time" (Tiësto's Big Room Remix)                              | 2017 | Z.Tao                                                 |
| "Silence" (Tiësto's Big Room Remix)                           | 2017 | Marshmello feat. Khalid                               |
| "What About Us" (Tiësto's AFTR:HRS Remix)                     | 2017 | P!nk                                                  |
| "Bum Bum Tam Tam" (Tiësto and Swacq Remix)                    | 2018 | Mc Fioti, J Balvin a Future                           |
| "Happier" (Tiësto's AFTR:HRS Remix)                           | 2018 | Ed Sheeran                                            |
| "Jackie Chan" (Tiësto Big Room Remix)                         | 2018 | Tiësto a Dzeko feat. Preme a Post Malone              |
| "Pulverturm" (Tiësto's Big Room Remix)                        | 2019 | Niels van Gogh                                        |
| "Mama" (Tiësto's Big Room Remix)                              | 2019 | Clean Bandit feat. Ellie Goulding                     |
| "Bad Guy" (Tiësto's Big Room Remix)                           | 2019 | Billie Eilish                                         |
| "Obsessed" (Tiësto Remix)                                     | 2019 | Dynoro a Ina Wroldsen                                 |
| "Tough Love" (Tiësto Remix)                                   | 2019 | Avicii feat. Agnes, Vargas & Lagola                   |
| "Summer Days" (Tiësto Remix)                                  | 2019 | Martin Garrix feat. Macklemore a Patrick Stump        |
| "Good Things Fall Apart" (Tiësto's Big Room Remix)            | 2019 | Illenium feat. Jon Bellion                            |
| "Look Back at It" (Tiësto and Swacq Remix)                    | 2019 | A Boogie wit da Hoodie                                |
| "You Should Be Sad" (Tiësto Remix)                            | 2020 | Halsey                                                |
| "Stand by Me" (Tiësto Remix)                                  | 2020 | John Newman                                           |
| "Double Trouble" (Tiësto's Euro 90s Tribute Remix)            | 2020 | Will Ferrell a My Marianne                            |
| "Dancing in the Moonlight" (Tiësto Remix)                     | 2020 | Jubël feat. Neimy                                     |
| "Head & Heart" (Tiësto Remix)                                 | 2020 | Joel Corry a MNEK                                     |
| "Resilient" (Tiësto Remix)                                    | 2020 | Katy Perry feat. Aitana                               |
| "Your Love (9PM)" (Tiësto Remix)                              | 2021 | ATB, Topic a A7S                                      |
| "Fool's Gold" (Tiësto 24 Karat Gold Edition)                  | 2021 | Sofia Carson                                          |
| "Selfish Love" (Tiësto Remix)                                 | 2021 | DJ Snake a Selena Gomez                               |
| "Imagine" (Tiësto Remix)                                      | 2021 | Ben Platt                                             |
| "Higher Power" (Tiësto Remix)                                 | 2021 | Coldplay                                              |
| "Diamond Veins" (Ver:West Remix)                              | 2021 | French 79                                             |
| "Pepas" (Tiësto Remix)                                        | 2021 | Farruko                                               |
| "Love Is Gone" (Tiësto Remix)                                 | 2021 | Slander a Dylan Matthew                               |
| "The Motto" (Tiësto's New Year's Eve VIP Mix)                 | 2021 | Tiësto a Ava Max                                      |
| "Melody" (Tiësto Remix)                                       | 2022 | Sigala                                                |
| "Do It to It" (Tiësto Remix)                                  | 2022 | Acraze feat. Cherish                                  |
| "Light Switch" (Tiësto Remix)                                 | 2022 | Charlie Puth                                          |
| "Barbie Girl" (Tiësto Remix)                                  | 2023 | Aqua                                                  |
| "Provenza" (Tiësto Remix)                                     | 2023 | Karol G                                               |
| "Shakira: Bzrp Music Sessions, Vol. 53" (Tiësto Remix)        | 2024 | Bizarrap a Shakira                                    |